# Quercus myrsinifolia
Quercus myrsinifolia — вид рослин з родини Букові (Fagaceae); поширений у східній і південно-східній Азії.

## Опис

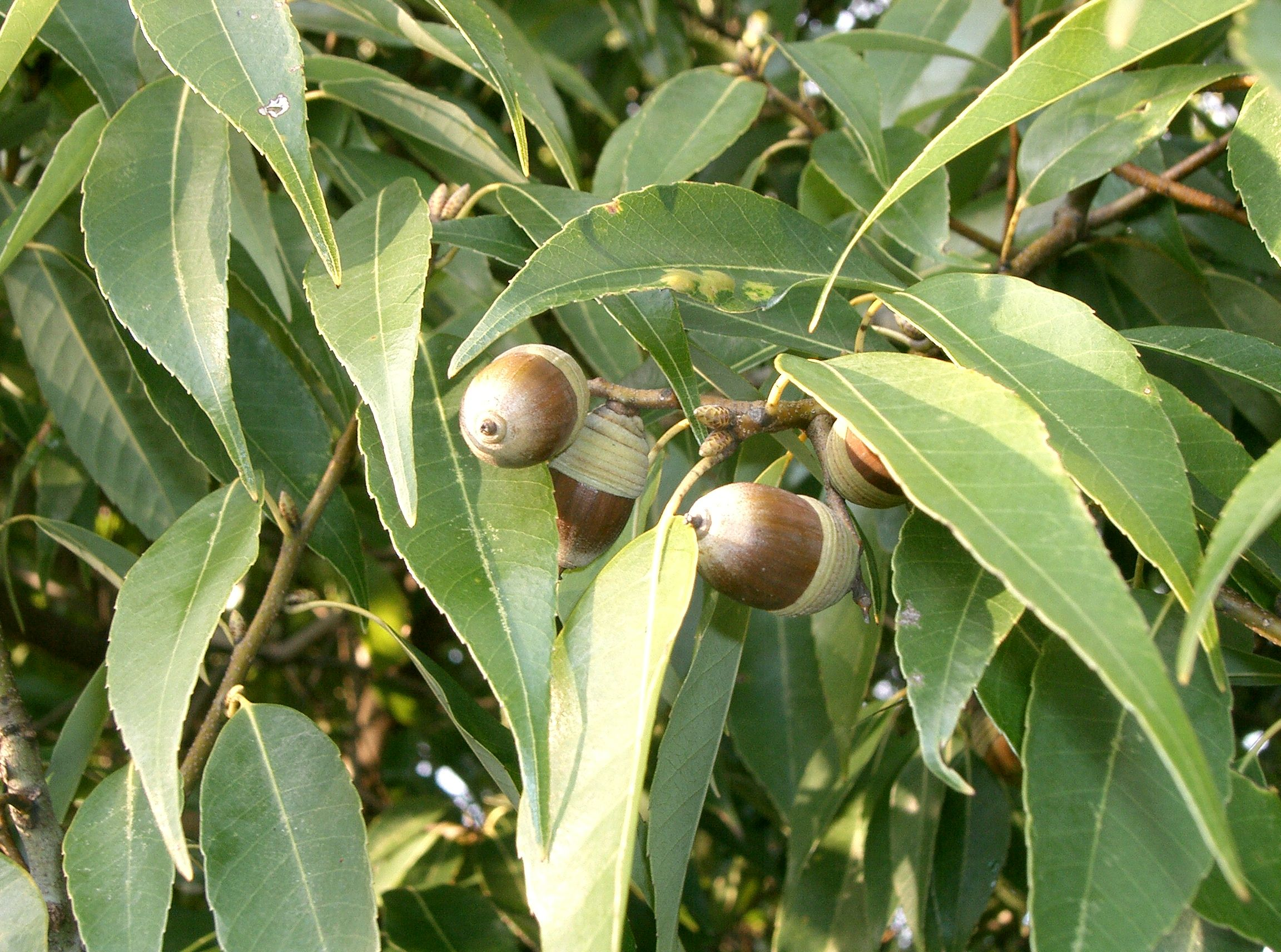
листки й жолуді

Дерево до 20 м заввишки. Гілочки голі. Ніжка листка 1–2.5 см, гола. Листова пластина від яйцюватої до еліптично-ланцетної, 6–11 × 1.8–4 см, знизу білувато борошниста, але темно-сіра коли суха, зверху зелена й гола; основа від клиноподібної до ± заокругленої; на верхівкових 1/2 дуже малі пилкоподібні виступи на краю; верхівка від загостреної до коротко хвостатої. Жіночі суцвіття 1.5–3 см. Чашечка жолудя чашкоподібна, 5–8 мм × 1–1.8 см, охоплює 1/3–1/2 горіха, зовні білувато запушена, всередині гола, стінка товщиною менш як 1 мм. Горіх від яйцюватого до еліпсоїдного, 1.4–2.5 × 1–1.5 см, голий, верхівка округла.

Період цвітіння: червень. Період плодоношення: жовтень.

## Середовище проживання
Широко розповсюджений у всьому регіоні Східної Азії / Індокитаю. Це панівний і важливий вид у вічнозелених / листопадних широколистяних лісах, в яких він мешкає. Відомо також, що він зустрічається в змішаних мезофітних, гірських лісах. Висота зростання: 50–2500 м.

## Використання
Q. myrsinifolia — економічно та екологічно важливий через свою деревину, кору та плоди, оскільки кора спеціально використовується для виготовлення пробок.

## Загрози й охорона
Вічнозелені ліси теплого помірного клімату, в яких трапляється Q. myrsinifolia, перебувають під загрозою через руйнування середовища проживання (урбанізація, виробництво дров та надмірний збір бажаних рослин). Однак є думка, що локальне зникнення виду в Кореї зумовлене природними причинами.
Q. myrsinifolia присутній у щонайменше в 60 колекціях ex situ у всьому світі. Популяція та поширеність добре спостерігаються в Японії, Китаї та Кореї, однак необхідні додаткові дослідження щодо решти її ареалу в Південно-Східній Азії.